# Police au Royaume-Uni
 (mai 2017).
Le contenu est difficilement compréhensible vu les erreurs de traduction, qui sont peut-être dues à l'utilisation d'un logiciel de traduction automatique.

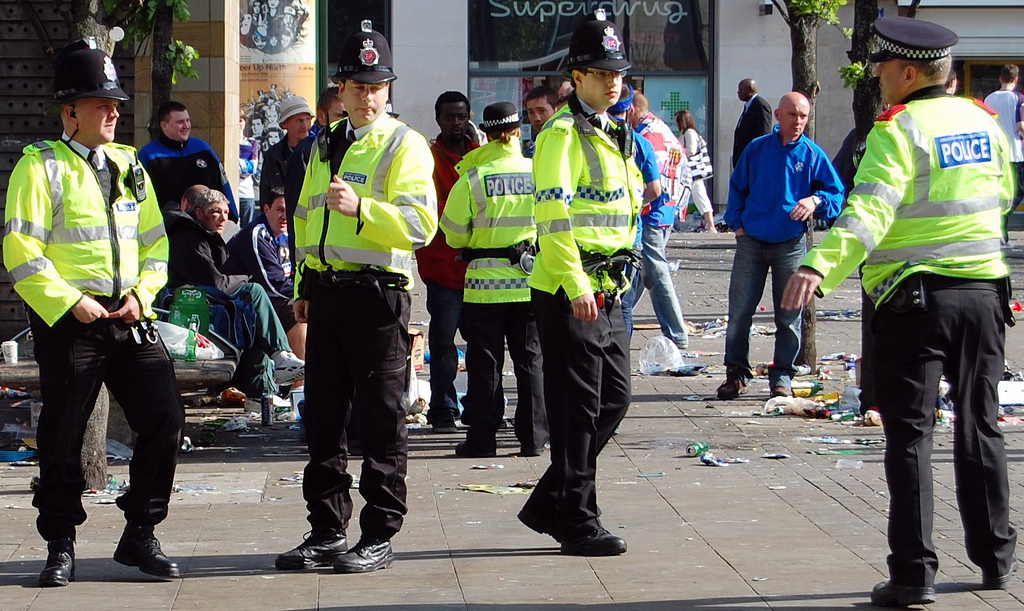
Des policiers de la police Greater Manchester

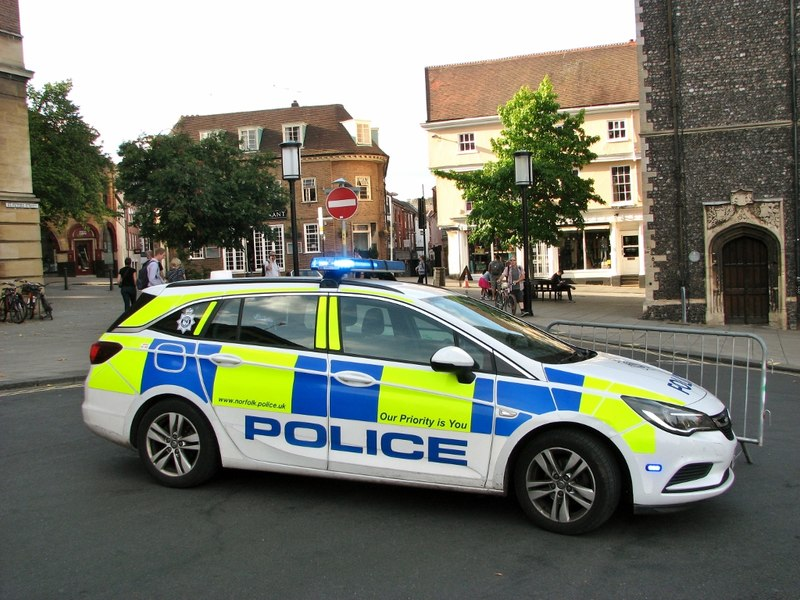
Véhicule de la police de Norfolk.

Le système policier au Royaume-Uni est à l'origine un système local orienté autour du comté ou groupement de comtés. La seule exception est la Police de la Cité de Londres qui reste le service le plus petit en nombre de personnel aussi bien qu'en superficie du ressort et qui reste indépendant en raison de l’histoire de la Cité, bien que celle-ci fasse partie de l’agglomération Londonienne.

## Services de police au Royaume-Uni
Il y a, en 2014, 45 services (appelés « territorial ») de police au Royaume-Uni :
- 39 en Angleterre,
- 4 au Pays de Galles,
- 1 en Écosse (résultat d’une fusion en 2013),
- 1 en Irlande du Nord.

Le Service Policier d’Irlande du Nord a été unifié du fait des problèmes particuliers bien connus de cette région.
Il retient toujours un service spécialiste de la fraude dont l'étendue est nationale. À part la Cité de Londres l'Agglomération Londonienne possède le service policier le plus important du Royaume-Uni en matière d'effectif : le Metropolitan Police Service (Service Policier Métropolitain de Londres).
Au Pays de Galles où la police est bilingue (anglais-gallois), celle-ci est appelée aussi Heddlu, et les véhicules des quatre services de police gallois portent leurs noms dans les deux langues.
Il y a quatre services de police (appelés « Special Police Forces » pour ne pas les confondre avec les services de police locaux) qui sont nationaux mais spécialisés :
- la British Transport Police qui est chargé de maintenir l’ordre et de lutter contre le crime dans le périmètre des chemins de fer en Angleterre, au Pays de Galles et en Écosse.
- la Civil Nuclear Constabulary s’occupe de la sécurité des centrales nucléaires où qu’elles se trouvent.
- la Ministry of Defence Police s’occupe de la Sécurité des locaux de la défense nationale mais aussi, depuis la croissance du terrorisme, de la protection armée des sièges gouvernementaux.
- la National Crime Agency, remplace depuis octobre 2013, la Serious Organised Crime Agency. Ce système remplace Scotland Yard qui reste en service dans le périmètre de Londres (Metropolitan Police Service).

Ces quatre services nationaux restent spécialisés et comprennent moins de 7,5 % des effectifs policiers au Royaume-Uni (158,299 policiers au total en 2013). Un système d’assistance mutuelle parmi tous les services de police est en place pour des urgences locales.
Il y a aussi quelques services de police spécialisés dans les ports et les parcs au Royaume-Uni :
- 10 services de police des ports, de Belfast, Larne, Bristol, Felixstowe, l'île de Portland, Falmouth, Douvres, Liverpool, Tilbury et Hartlepool.
- les Epping Forest Keepers qui sont chargés de maintenir l’ordre et de lutter contre le crime dans Epping Forest.
- la Kew Constabulary qui est chargé de maintenir l’ordre et de lutter contre le crime dans les jardins botaniques royaux de Kew.
- la Hampstead Heath Constabulary qui est chargé de maintenir l’ordre et de lutter contre le crime dans Hampstead Heath.

Aussi, il y a cinq services de police qui s'occupent de la sécurité des cathédrales de Canterbury, Chester, Hereford, Liverpool et York.

## Histoire

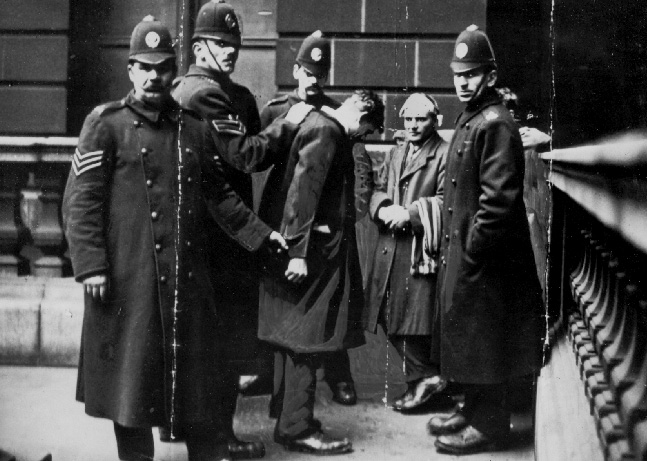
Agents de la police de Londres en 1919 lors d'une intervention.

Avant la formation de la Marine Police du Port de Londres le système de police au Royaume-Uni est plutôt arriéré, puisque la police est considérée comme une oppression et quelque chose qui n’est pas compatible avec le libéralisme du Royaume-Uni.
Cependant, en 1798, une police portuaire est constituée pour lutter contre les vols de marchandises au port de Londres. Les vols diminuent d’un quart à la fin de la première année – de sorte que cette police privée est transformée en police portuaire de l’état en 1800.
Auparavant, la Cité de Glasgow avait formé une équipe municipale de police de 8 personnes dès 1799. L’idée reste sur une équipe préventive (leurs devoirs incluent maîtriser les incendies) mais après quelque temps cette équipe est dissoute faute de moyens financiers pour l'entretenir.
Ces quelques indications présagent la formation par Sir Robert Peel en 1829 de la Metropolitan Police, dont le centre d’opérations est le célèbre Scotland Yard. Cette fondation est normalement perçue comme la fondation de la police moderne du monde. Les villes ou comtés du Royaume-Uni qui n'avaient pas fondé leurs propres forces de police sont obligés de le faire en 1857.
La naissance, si lourde et lente, des forces civiles de maintien de l'ordre au Royaume-Uni est principalement due à l'horreur nationale - bien répandue dans toutes les couches sociales - des interventions militaires, dont la plus terrible est celle du massacre de Peterloo en 1819. Afin d'éviter le souvenir de ces interventions on oblige l'uniforme de la Metropolitan Police d’échapper au rouge militaire et d’adopter le bleu. On exige en même temps que cet uniforme montre le numéro de celui qui le porte (comme faisait la Glasgow City Police quarante ans avant) afin d’aider l'identification. Ceci reste le cas à nos jours.
Les Instructions Générales données par écrit à chaque policier de la Metropolitan Police depuis sa fondation en 1829, souvent connues comme The Nine Principles of Policing (Les Neuf Principes de la Police) ou principes de Peel sont toujours cités de nos jours pour justifier Policing by Consent (L'activité de Police par Consentement Mutuel). Ces instructions font remarquer que le policier est payé pour travailler à plein temps aux devoirs qui sont généralement ceux du citoyen. Aujourd'hui, un policier a le droit de faire une arrestation seulement en deux circonstances où le citoyen quelconque ne l'aurait pas - s'il a un soupçon raisonnable qu'une infraction est sur le point de se passer ou s'il a un soupçon raisonnable qu'une infraction s'est déjà passée. En plus elles donnent force à la police préventive (« l'épreuve de l'efficacité de la police est l'absence de criminalité et pas l'activité visible de l'empêcher » No9). Ces deux idées, avec celle aussi d'une police civile séparée des forces militaires - et en conséquence généralement pas armée - restent, même au XXIe siècle, fixées dans le système policier au Royaume-Uni.
En 1860, il y avait 200 forces de police. Au XXe siècle, la Police Act 1946 abolit les forces les plus petites en laissant les plus grandes (117 forces). La Police Act 1964 les réduisait encore à 49. À part l’amalgame des services de polices en Écosse en 2013, cette structure territoriale reste de nos jours en très grand parti la même.
Il y a néanmoins quelques petits services de police qui ne sont pas des services territoriaux mais qui sont généralement des services spécialisés. Il s’agit surtout des ports particuliers (par exemple, La Police du Port de Douvres Port of Dover Police) ou peut être une Cathédrale importante - York Minster par exemple ou un grand parc comme Hampstead Heath.
Ces services de police sont le patrimoine du vieux approvisionnement de police selon les exigences locales. Ceci a pour son origine les connétables ‘assermentés’ sworn constables devant un juge de paix Justice Of The Peace, qui existe depuis le XVIIe siècle. Actuellement, les lois pour la formation de ces petites polices (normalement bien moins de 50 effectifs) sont souvent particulières et leur autorisation est très limitée géographiquement. Ces services travaillent en coopération avec le service territorial le plus proche et, pour les infractions importantes, ils restent effectivement sous le contrôle de cela.
Les services courants de police ont leur origine dans le Police Act de 1996, qui met à jour la territorialité des forces de police et codifie la nomination d'un commandant territorial de police Chief Constable, de sa juridiction et de ses responsabilités. À Londres, c'est toujours le Metropolitan Police Service qui en est responsable et à part les changements de périmètres ceci retient beaucoup de similarité au service original. Donc leur commandant est le Commissioner of the Metropolitan Police (à ne pas confondre avec Les Police and Crime Commissioners) au lieu d'un Chief Constable - sauf que Sir Robert Peel en avait désigné deux commissaires à travailler ensemble - sans doute parce qu'un d'entre eux était ancien militaire (l'autre était avocat). La City of London Police Act, 1839 elle aussi largement inchangée depuis, a autorisé la désignation d'un Commissioner of the City of London Police (pour pas être surpassé par le Commissioner of the Metropolitan Police).

## Responsabilité et Contrôle de la Police au Royaume-Uni
En dehors des circonstances vraiment exceptionnelles (le conflit en Irlande du Nord par exemple) la totalité des forces de maintien de l'ordre est effectuée par les forces de police, qui couvrent un domaine/une région de police. Avant La Police Reform and Social Responsibility Act 2011 chacune avait une autorité indépendante de police Police Authority. Depuis novembre 2012, l'autorité est remplacée par un Police and Crime Commissioner qui est élu par l'électorat de la région dont il a la responsabilité. Il est chargé de maintenir l'efficacité du service de police ainsi que désigner le Chief Constable et assurer que celui-ci mette en place un plan pour la réduction de criminalité. Ce changement est regardé par le gouvernement et surtout par les Commissioners eux-mêmes comme augmentation définitive de la transparence policière - imitant le système à Londres où le Maire de Londres assume une responsabilité similaire envers le Metropolitan Police Service.
La Independant Police Complaints Commission s'occupe des plaintes les plus sérieuses contre la Police et Her Majesty's Inspectorate of Constabulary vérifie l'efficacité de chaque service de police en tenant compte du rapport qualité prix et assure les niveaux nationaux compatibles.

## Structure de la Police
La structure de la police est fortement influencée par le système légal. Bien que la loi écossaise soit indépendante de la loi de l’Angleterre et du Pays de Galles les similarités sont nettement plus importantes que les différences : contrairement au système français (qui est inquisitoire et cherche donc plutôt un aveu de culpabilité pour lequel - théoriquement au moins - aucune preuve n'est nécessaire), les deux systèmes de lois du Royaume-Uni sont de base accusatoires et demandent que toute accusation s'appuie sur des preuves. Sans preuve il n’est pas possible pour le tribunal de prononcer une culpabilité. Donc les méthodes de la police sont orientées vers l'obtention de preuves.
Une autre différence avec la France est le fait que, les contrôles d’identité n’existant pas au Royaume-Uni, la Police ne demande pas « qui êtes-vous ? » mais « que faites-vous ? ». [réf. nécessaire]
La recherche de preuves sera bien sûr le rôle de la police elle-même. Mais en fait d'une section de policiers spécialisés dans ces investigations : le Criminal Investigation Department ou C.I.D..
Il est assez proche de ce qu'on appelle la police judiciaire en France. Il faut noter cependant qu'il n'y a pas de distinction entre police administrative et judiciaire, comme cela existe chez nous.
Les six premiers grades auront le préfixe de Detective au cas où le policier fait partie du  C.I.D.. Mais les grades correspondants, comme ceux de détective constable et de constable, sont de même rang. Il s’agit juste d’une spécialisation différente.
La poursuite éventuelle est entre les mains du Crown Prosecution Service ou Service Nationale des Poursuites, qui décide s’il y a suffisamment de preuves pour permettre d'assurer une condamnation. Si la Police n’est pas du même avis c’est à elle de trouver davantage de preuves ou d’abandonner l’investigation.
À part le C.I.D., il y a d’autres sections spécialisées auxquelles, après une formation supplémentaire, et selon les besoins du service de police individuel, un policier peut s’inscrire. Ces qualifications n’empêchent pas le fonctionnement comme policier régulier. Les sections les plus répandues sont :
- Cavalier du Metropolitan Police ServiceNeighbourhood Policing : police de voisinage (voir ci-dessous),

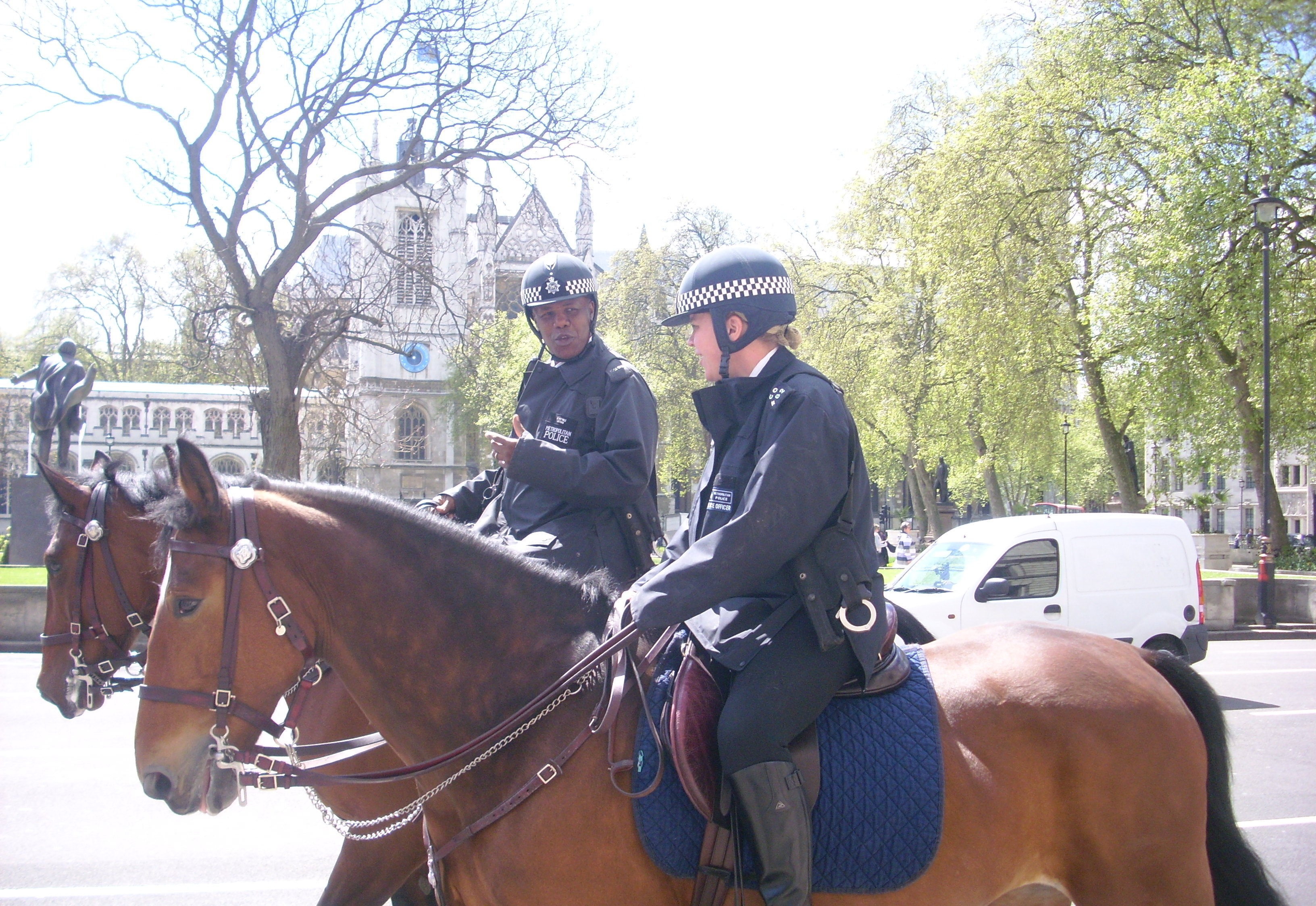
Cavalier du Metropolitan Police Service

- Traffic : s’occupant du trafic routier,
- Firearms : pour la réponse armée,
- Marine : pour les côtes et fleuves,
- Horses : police à cheval pour la campagne ou les foules urbaines.

## Grades des policiers
Tous les policiers au Royaume-Uni sont légalement assermentés.
Les grades des policiers britanniques sont délibérément choisis différents des grades militaires (à part Sergent qui a son origine en « service »). Ceci par crainte de forces paramilitaires. En outre, ils remontent probablement à une époque au moins aussi lointaine que les grades militaires.
Le premier grade, celui de constable, également connu comme Police Officer, est celui du policier ordinaire, celui qui est directement en contact avec le public. Il est normalement en voiture mais souvent à bicyclette ou à pied quand il est en ville.
Il faut deux ans de travail probatoire pour un constable - après quoi, il a le droit de solliciter un poste de detective constable ou de sergeant. Les promotions suivantes prennent aussi au minimum deux ans.
Depuis les années soixante, tous les officiers sont ainsi promus du grade de constable, puis passent ensuite par le grade de sergent, etc.
Mais en 2013, il est de l’intention de la ministre de l’intérieur (Teresa May) :
« d'introduire trois nouveaux moyens de rejoindre (les grades supérieurs de) la police :
- par une promotion rapide (en trois ans) de constable à inspecteur pour des individus talentueux ;
- par un nouveau processus permettant à des individus ayant fait leurs preuves dans des polices extérieures de rejoindre le grade de superintendant ;
- et par un changement de la loi permettant à ceux ayant une expérience policière outremer de devenir chef constable en Angleterre ou au Pays de Galle. »[11].

Les insignes des grades sont visibles dans la partie anglaise de wikipedia :
Insignes des grades (Rank_insignia).

### Six premiers grades
Ce sont les mêmes dans tout le Royaume-Uni :
- Constable
- Sergeant
- Inspector
- Chief Inspector
- Superintendent
- Chief Superintendent

### Grades suivants
Ils dépendent de la localisation par rapport à Londres. Ces différences entre Londres et l'extérieur de Londres étant à la fois un illogisme historique et un témoignage du contrôle local londonien :

#### Service au dehors du périmètre londonien
- Assistant Chief Constable
- Deputy Chief Constable
- Chief constable

#### Police de la Cité de Londres
- Commander
- Assistant Commissioner
- Commissioner

#### Police métropolitaine de Londres
- Commander
- Deputy Assistant Commissioner
- Assistant Commissioner
- Deputy Commissioner
- Commissioner

## Neighbourhood Policing
Neighbourhood Policing (littéralement la « Police du Voisinage » mais pas loin de Police de proximité en concept) est un projet issu de l'idée du 'Citoyen en Uniforme' qu'était l'ancien connétable, et installé partout en Grande-Bretagne. On établit une petite équipe de police spécialisée à veiller sur une petite région (autour de 10 km2 en ville ou 25 km2 en dehors) avec pour objet de s'enfoncer dans la communauté locale afin de travailler en partenariat et répondre d'un manière individuelle et directe aux problèmes locaux. L'intention est d'être localement visible et de découvrir les petits problèmes avant qu'ils deviennent de grands.
Afin d'aider la transparence, la criminalité du voisinage est enregistrée et chaque infraction est recherchable par rue et code postal sur le site web   police.uk (voir « crime map (carte des crimes en français)»).

## Special Constabulary
Special constables (en) sont des volontaires qui reçoivent la même formation qu'un policier régulier mais qui travaillent généralement sans salaire recevant simplement le remboursement des frais occasionnés. Ils sont obligés de travailler pendant un minimum de 16 heures par mois. Ayant les mêmes pouvoirs et responsabilités que leurs collègues professionnels, ils existent dans tous les services de police territoriale de Grande-Bretagne ainsi que la British Transport Police. Là encore, l’origine est le connétable de la paroisse où il s’agissait d’un devoir, donc non rémunéré. De nos jours, les Specials sont appréciés parce qu’ils font partie de la communauté où ils travaillent et, puisque ce n’est pas leur principale profession, ils peuvent avoir des compétences différentes de celle d'un policier professionnel.
Police Support Volunteers sont les bénévoles du soutien de la Police qui se trouvent dans plusieurs services de police et, sans formation particulière, aident aux quelques tâches administratives.

## Contacter la Police au Royaume-Uni
Le numéro de téléphone d’urgence (999) est le plus ancien service téléphonique d’urgence du monde et était lancé en 1937. De nos jours, composer le numéro Européen, 112, marche aussi bien. Mais en contraste à la majorité des systèmes européens, on vous connecte à un Operator Assistance Centre (Centre Standard d’Assistance) qui est dirigé par une compagnie de téléphone qui vous demande le service exigé. Bien que les demandes de police soient majoritaires, il y a la possibilité de connecter aux services de pompiers, ambulance ou garde-côte. S'il y a besoin de plusieurs services d’urgence (accident grave de la route par exemple), on vous connecte au service de police et le standardiste du Centre Standard d’Assistance alerte les autres services d’urgence en écoutant l’appel.
Le Emergency Control Centre (Centre d’Urgence et de Dépêches) du service de police territoriale pour l’endroit d’où vous appelez fera réponse à l’appel et mettra en marche la réponse compétente. Les appels 999 ou 112 sont toujours gratuits.
Afin de diminuer les appels 999 qui ne sont pas urgents, il y a un numéro de téléphone national pour contacter la police directement. 101 est répondu par les mêmes Centre d’Urgence et de Dépêches au cas où l’appel puisse être éventuellement considéré urgent. Néanmoins, pour des questions simples, on encourage l’utilisation du site web Ask the Police (Demander à la Police).
Il y a aussi un numéro d’appel gratuit 0800 555 111 « CrimeStoppers » pour communiquer des informations anonymes et le site web a le même but.
Pour les francophones, le site web du Service de Police du Kent possède plusieurs pages de renseignements utiles en français.

## Armement des policiers britanniques
En dehors d'Irlande du Nord, et à part les petites Special Police Forces de la Civil Nuclear Constabulary et la Ministry of Defence Police seuls les Authorised Firearms Officers portent des armes à feu. Il y en avait 6 756 en 2012 (moins de 5 % des effectifs). En 2011-2012, les armes étaient autorisées 12 550 fois et pendant la même période, elles étaient déchargées 5 fois. Ainsi l'arsenal policier comprend des Glock 17 (42 régions) et Sig-Sauer P226 (11 régions).
La méfiance d'une police généralement armée est à la fois le patrimoine de l'antipathie des interventions militaire du XIXe siècle (voir histoire dessus) et la conviction de la forte majorité des policiers eux-mêmes qui ne veut pas être quotidiennement armée, ayant probablement peur que leur modèle de Policing by Consent (L'activité de Police par Consentement Mutuel) auquel elle s'attache beaucoup, serait mis en question.
Néanmoins les 'Tasers' (Pistolet à impulsion électrique - une arme à feu sous la loi) sont disponibles. Où la menace les justifie, ils sont utilisables uniquement par des agents de police spécialement instruits (14 700 policiers - environ 9 %). Puisque leur utilisation est obligatoirement enregistrée, on sait qu'en 2011 les Tasers étaient déployés 6 269 fois mais déclenchés seulement 1 630 fois (environ une fois sur quatre).

## Coopération européenne
La police britannique a accès aux bases de données du Système d'information Schengen (SIS) via son programme Sirene-UK.

## Police intelligence
La police britannique fait actuellement développer une Intelligence artificielle dans le but de prévenir crime et délits. Celle-ci suscite certaine controverse et fait l'objet d'un reportage sur la chaine Arte. Le projet devrait aboutir à un prototype dès mars 2019.

## Controverses
En 1999, un rapport qualifie la police londonienne « d’institutionnellement raciste ». Selon une étude réalisée par la London School of Economics (LSE) en 2018, les personnes noires ont huit fois plus de chances d’être arrêtées et fouillées que les personnes blanches.
La police britannique a infiltré plus d'un millier d'organisations politiques, généralement orientées à gauche (écologistes, communistes, pacifistes, antiracistes, etc) depuis les années 1960. Cette pratique a donné lieu à certaines controverses, des policiers ayant joué les agents provocateurs afin de pousser des militants à commettre des actions violentes, menti sous serment lors de procès ayant pu conduire à des inculpations à tort de certaines personnes, transmis à des entreprises des informations mensongères au sujet de syndicalistes afin de les blacklister, ou encore entretenu des relations avec leurs cibles, ayant parfois même des enfants avec elles, avant de les abandonner.